# ジョインビル諸島
ジョインビル諸島（じょいんびるしょとう, 英語: Joinville Island group）は南極半島の北東端に位置し、南極海峡により隔てられる諸島である。最大のジョインビル島のすぐ北にはラーセン海峡を挟んで、この諸島最北端のデュルヴィル島がある。
これらの島々は1838年、ジュール・デュモン・デュルヴィルの率いるフランスの南極探検隊が発見した。